# پائولو استرینگارا
پائولو استرینگارا (انگلیسی: Paolo Stringara؛ زادهٔ ۲۲ سپتامبر ۱۹۶۲) بازیکن فوتبال اهل ایتالیا است.
از باشگاه‌هایی که در آن بازی کرده‌است می‌توان به باشگاه فوتبال اینتر میلان، باشگاه فوتبال آولینو، باشگاه فوتبال بولونیا، و باشگاه فوتبال روبور سیه‌نا اشاره کرد.